# شتيفان مايسنر
ستيفان ميسنر (بالألمانية: Stefan Meissner) (8 مارس 1973 في ألمانيا - ) هو مدرب كرة قدم ولاعب كرة قدم ألماني في مركز الهجوم. شارك مع منتخب ألمانيا تحت 21 سنة لكرة القدم. أما مع النوادي، فقد لعب مع آينتراخت براونشفايغ وشتوتغارت كيكرز وكيمنتزر ونادي فولفسبورغ ونادي كارلسروه.

## وصلات خارجية
- ستيفان ميسنر على موقع قاعدة بيانات كرة القدم.إي يو (الإنجليزية)
- ستيفان ميسنر على موقع بيانات كرة القدم. دي إي (الألمانية)